# Odontotrema
Odontotrema is een geslacht van korstmossen dat behoort tot de familie Odontotremataceae van de ascomyceten. De typesoort is Odontotrema phacidioides.

## Soorten
Volgens Index Fungorum telt het geslacht 13 soorten (peildatum december 2021):
| Soortnaam                   | Auteur(s)                  | Publicatiejaar |
| --------------------------- | -------------------------- | -------------- |
| Odontotrema diffindens      | Rehm                       | 1881           |
| Odontotrema furfuraceum     | Lorton                     | 1914           |
| Odontotrema ipomoeae        | Tilak                      | 1966           |
| Odontotrema majusculum      | Rehm                       | 1882           |
| Odontotrema minus           | Nyl.                       | 1859           |
| Odontotrema molle           | Velen.                     | 1934           |
| Odontotrema oregonense      | Sherwood                   | 1987           |
| Odontotrema phacidiellum    | Nyl.                       | 1874           |
| Odontotrema phacidioides    | Nyl.                       | 1858           |
| Odontotrema rauzabagense    | P.G. Sathe & K.M. Mogarkar | 1978           |
| Odontotrema richardsonii    | Leight.                    | 1867           |
| Odontotrema stereocaulicola | Zhurb.                     | 2010           |
| Odontotrema xylophagum      | A. Massal. ex C. Massal.   | 1902           |